# Edward Isak Hambro (1851-1936)
 For alternative betydninger, se Edward Isak Hambro. (Se også artikler, som begynder med Edward Isak Hambro)
Edward Isak Hambro (26. december 1851 i Kristiania-1936) var en norsk retslærd.
Hambro blev student 1869 og Cand. jur. 1875. Han blev efter at have arbejdet i centraladministrationen 1891 assessor i Kristiania Byret, 1904 konstitueret ekstraordinær assessor i Højesteret, 1910 fast ekstraordinær assessor, 1912 ordentlig Højesteretsassessor. Hånd i hånd med Hambros praktiske virksomhed er gået en videnskabelig. Fra 1893 fungerede han som censor og eksaminator ved den juridiske embedseksamen, 1896—97 og 1908—09 holdt han forelæsninger ved universitetet, 1918 overtog han efter professor Marcus Pløen Ingstads død universitetsundervisningen i romerret. Hambro var medlem af forskellige lovkommissioner og komiteer, således for eksempel om gejstlighedens lønning, og udgav som sådan Prestelønnings-Kommissionens Forslag angaaende Geistlighedens Lønningsmaade, Ophævelse af Konge- og Kirketienden samt Kirke- og Kirkegaardsvæsenet (1895). 1903 blev han optaget i Kristiania Videnskabsselskab. Sine mangesidige interesser har han blandt andet lagt for dagen ved oversættelser af John Paterson Smyths The Gospel of the Hereafter (1917, 4 oplag) og The Bible in the making (1918, 2 oplag).
Som en af sin tids mest søgte manuduktører udsendte han til brug for studerende Omrids af den romerske Civilproces (1887); sit grundige kendskab ikke mindst til romanistisk litteratur og doktrin nedlagde han i Bidrag til Læren om Besiddelse (1889); udsprungen af universitetsforelæsninger er Om Forældelse af Fordringer efter norsk Ret (1897, jevnfør også afhandlingen Nye Spørgsmaal i vor Forældelseslære i "Norsk Retstidende" 1902). Som forhandlingsemne på 8. og 9. nordiske juristmøde henholdsvos i Stockholm og Kristiania fremlagde Hambro afhandlingen Om Afdragshandler (1896 og 1899), i "Tidsskrift for Retsvidenskab", "Norsk Retstidende" og andre tidsskrifter har han fra tid til anden offentliggjort forskellige værdifulde bidrag af arveretligt og formueretligt indhold, således for eksempel Om Legatarers Retsstilling efter norsk Ret ("Tidsskrift for Retsvidenskab" V 1892), ligesom han var medarbejder ved det af Josef Kohler med flere foranstaltede 3. oplag af Oscar Borchardts kæmpeværk Die Handelsgesetze des Erdballs (I—XIV 1912—14). 1901 udgav Hambro Domme og Kjendelser ved Kristiania Byret i borgerlige Retstrætter. Første Samling 1867—91 (I—III), et særlig for praktiske jurister i sin tid uundværligt værk, der fortsattes af Siewers; i "Tidsskrift for Retsvidenskab" bragte han meget læste Meddelelser fra den norske Højesterets Praksis.